# Hana Maciuchová

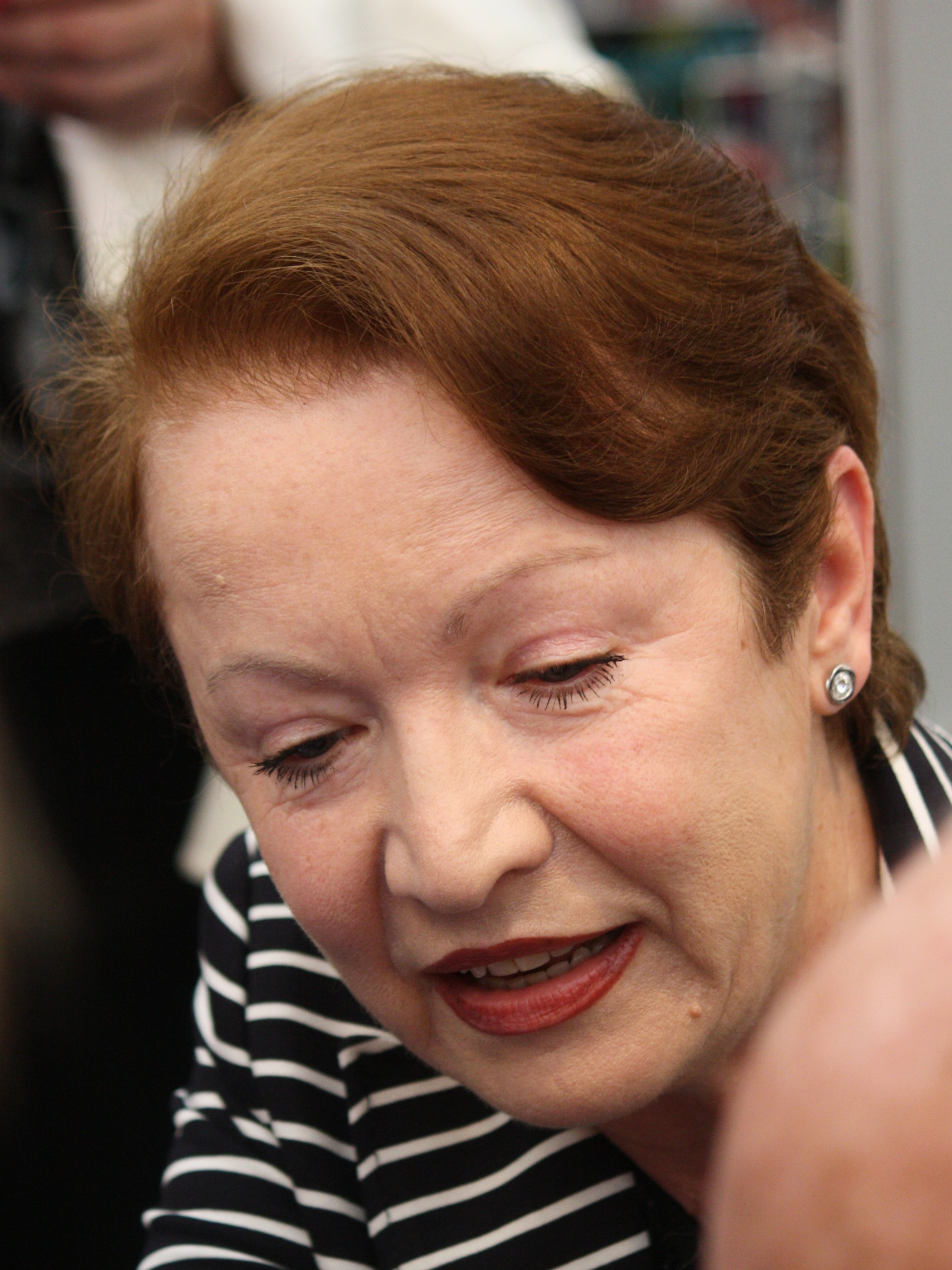
Hana Maciuchová, 2011

Hana Maciuchová (* 29. November 1945 in Šternberk, Tschechoslowakei; † 26. Januar 2021 in Olmütz, Tschechische Republik) war eine tschechische Schauspielerin, die für Film und Fernsehen arbeitete.

## Leben und Karriere
Dem deutschen Publikum wurde die 1945 in Šternberk geborene Hana Maciuchová vor allem durch ihre Rolle als Alena Blažejová in der TV-Serie Das Krankenhaus am Rande der Stadt bekannt. Zuvor spielte sie bereits als Delikatessen-Oli in der Serie Die Frau hinter dem Ladentisch.
Hana Maciuchová war mit dem Schauspieler Jiří Adamíra (1926–1993) verheiratet.

## Filmografie (Auswahl)
- 1965: Organ
- 1970: Valerie – Eine Woche voller Wunder (Valerie a týden divů)
- 1972: ...und ich grüße die Schwalben (...a pozdravuji vlastovky)
- 1975: Ein fideles Haus (Chalupáři; Fernsehserie, vier Folgen)
- 1977–1978: Die Frau hinter dem Ladentisch (Žena za pultem; Fernsehserie, fünf Folgen)
- 1978–1981: Das Krankenhaus am Rande der Stadt (Nemocnice na kraji mesta; Fernsehserie, elf Folgen)
- 1980: Luzie, der Schrecken der Straße (Lucie, postrach ulice, Fernsehserie, drei Folgen)
- 1980: Spiel um die Königin (Hra o královnu)
- 1980: Ferien für den Hund (Prázdniny pro psa)
- 1984: Halbzeit des Glücks (Poločas štěstí)
- 1985: Monika und das Fohlen mit dem Sternchen (Monika a hříbě s hvězdičkou)
- 2000: Einzelgänger (Samotári)
- 2002: Entführung nach Hause (Únos domů)
- 2003: Das Krankenhaus am Rande der Stadt – 20 Jahre später (Nemocnice na kraji mesta po dvaceti letech; Fernsehserie, fünf Folgen)
- 2005–2015: Ulice (Fernsehserie, 575 Folgen)
- 2018: Tátova volha